# Lars-Erik Skiöld
Lars-Erik Skiöld (19. března 1952 Malmö, Švédsko – 21. května 2017) byl švédský zápasník, reprezentant v zápase řecko-římském. V roce 1980 na olympijských hrách v Moskvě vybojoval v kategorii do 68 kg bronzovou medaili, v roce 1976 na hrách v Montréalu vybojoval ve stejné kategorii čtvrté místo.